# 大澤利幸
大澤 利幸（おおさわ としゆき）は、日本の環境工学・電気化学者。大阪工業大学工学部環境工学科元教授。工学博士（大阪大学）。高分子学会高分子エレクトロニクス研究会元委員長。 電気学会誘電・絶縁委員会調査専門委員会元委員。 
専門は、電気化学・環境エネルギー工学・電気エネルギー（特に、電気自動車/EV用リチウムイオン二次電池・燃料電池）、材料科学。

## 略歴
1975年電気通信大学電気通信学部材料科学科卒業。1983年大阪大学工学部研究員。のちに、大阪大学大学院工学研究科より工学博士の学位を取得。リコー中央研究所にて、主に二次電池の研究開発に従事。1998年関西新技術研究所(現KRI)、神奈川県産業技術センター(KITC)化学技術部副部長などを経て、2013年大阪工業大学工学部環境工学科教授。2020年大阪工業大学退官。
大阪工業大学環境工学科にて、特に電気自動車(EV)用リチウムイオン二次電池関連の研究育成に貢献した。退官後は、横浜国立大学先端科学高等研究院先進化学エネルギー研究センター客員教授も務めた。
主な所属学会は、電気化学会、電気学会、高分子学会など。主な著書は、リチウムイオン二次電池 第二版（分担執筆、日刊工業新聞社2001、学術書）、有機イオントロニクス（共著、森北出版2016、学術書）、電気工学ハンドブック 第7版（共著、オーム社2013、学術書）など。

## 主な研究
- 電気自動車(EV)用リチウムイオン二次電池と高分子材料の応用
- 従来の10倍以上の高い電流レートで充放電できる安全な二次電池[2]
- 電気化学的に製作した導電性高分子の機械的性質と電気的性質
- ポリマーバッテリーの充放電特性
- 双イオン移動型ポリマー電極を用いたイオン蓄電池の開発

指導する大阪工業大学環境工学科生が、第312回電気材料技術懇談会2017で研究奨励賞を受賞している。
電気化学・環境エネルギー工学の対外啓蒙活動として、富山県工業技術センターテクノシンポジウム2010、三重県工業研究所二次電池関連技術分科会2013で講師を務めている。